# 表高島駅
表高島駅（おもてたかしまえき）は、かつて神奈川県横浜市西区高島一丁目（現在のみなとみらい六丁目）にあった日本国有鉄道（国鉄）の貨物駅である。東海道本線貨物支線（通称、高島線）の駅であった。

## 駅概要
高島駅から分岐し、ほぼUの字を描いて180度向きを変えて横浜港高島埠頭の突堤に通じた先に設置されていた駅であった。有蓋車が乗り入れ貨物船から積み降ろされた貨物のみを扱っていた小規模な駅であった。
駅跡地は再開発され、MM21中央地区の一角となっている。開発は遅れていたが、2010年代後半から開発が進んでいる。かつてあった倉庫は撤去され、突堤だった駅跡地も付近が埋め立てられ突堤ではなくなっている。

## 歴史

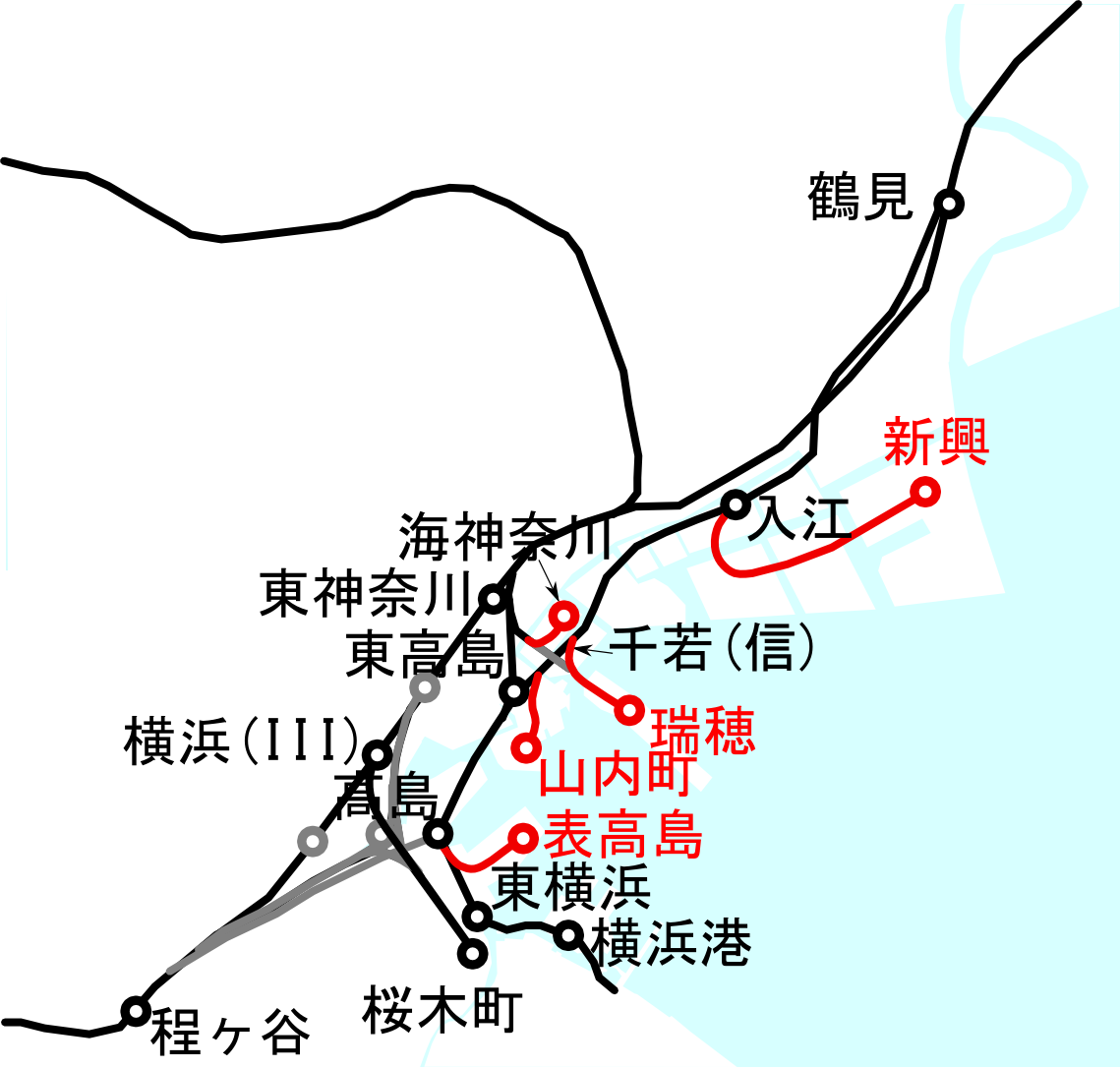
1935年頃の表高島駅付近

横浜港高島埠頭の完成に伴い、1934年（昭和9年）6月15日に高島駅からの貨物支線の開通とともに開設された。桟橋式岸壁に5,000トン級6隻、3,000トン級2隻の貨物船が同時接岸可能な設備を備えていた。入江と倉庫群を避けて迂回していたため、高島駅からの直線距離は200 mほどのところを1.3 kmの営業キロであった。またほぼ180度向きを変えて突堤に入っていたことから、高島埠頭に通じる同じ道路を2回横断していた。高島駅長が管轄しており、貨物の扱いがあるときだけ詰所に駅員が配置される体制であった。また高島駅との間では操車掛が旗を振って入換のようにして運転していた。
大東亜戦争（太平洋戦争、第二次世界大戦）中の1945年（昭和20年）5月29日に横浜大空襲を受け、高島埠頭の倉庫とともに駅構内のほぼすべてが焼失した。大戦後は連合軍の進駐に伴い横浜の臨港鉄道網はその輸送に用いられるが、高島桟橋からは石油類や火薬類の陸揚げに主に用いられ、表高島駅から発送が行われた。ただし、1948年（昭和23年）9月以降は火薬類は横須賀線の田浦駅・久里浜駅に、石油類は同じ高島線の新興駅と鶴見線の安善駅にそれぞれ移管されている。

昭和30年代以降は陸上貨物輸送のトラックへの転移が始まり、また船舶輸送もそれまでの荷役を一手に引き受けていた埠頭から物資別の専用埠頭に移行するようになっていった。鉄道による貨物輸送の総量が減少するだけではなく、従来のように貨物全般を取り扱う形態からコンテナや石油タンク車などの特定品目の大量輸送に特化していき、ヤード集結輸送を主としていた国鉄貨物は大転換を迎える。そして、ヤード集結輸送の終焉と時を同じくして臨港線の輸送も衰退していく中、横浜港関連の鉄道貨物輸送は1979年（昭和54年）に開業した横浜羽沢駅を介したコンテナ輸送に移行する形で順次廃止されることになり、当駅は高島駅との間をつないでいた貨物支線とともに、1982年（昭和57年）11月15日の国鉄全国ダイヤ改正限りで廃止となった。

跡地は高島埠頭と共に埋め立てられ、南側がMM21中央地区の50 - 52街区、北側が19街区などとなっている。

### 年表
- 1934年（昭和9年）6月15日：開業。
- 1945年（昭和20年）5月29日：横浜大空襲で詰所焼失。
- 1972年（昭和47年）：横浜市営地下鉄線（現：ブルーライン）の横浜市交通局1000形電車の鉄道輸送終着駅として使用[7]。
- 1982年（昭和57年）11月15日：廃止[8]。
- 1983年（昭和58年）：「横浜みなとみらい21」着工。

## 隣の駅
日本国有鉄道
東海道本線貨物支線（高島線）
高島駅 - 表高島駅

### 書籍
- 河原匡喜『連合軍専用列車の時代』（第2刷）光人社、2000年6月8日。ISBN 4-7698-0954-9。
- 野田正穂・原田勝正・青木栄一・老川慶喜 編『神奈川の鉄道 1872-1996』（第1版）日本経済評論社、1996年9月10日。ISBN 4-8188-0830-X。
- 『日本国有鉄道百年史』 9巻、日本国有鉄道、1972年3月25日。

### 雑誌記事・論文
- 長谷川弘和「横浜臨港線の軌跡」『レイル』第27号、エリエイ出版部プレス・アイゼンバーン、1990年4月23日、13 - 30頁。